# Lisandro Abadie
Pour les articles homonymes, voir Abadie.
 (octobre 2015).
Si vous disposez d'ouvrages ou d'articles de référence ou si vous connaissez des sites web de qualité traitant du thème abordé ici, merci de compléter l'article en donnant les références utiles à sa vérifiabilité et en les liant à la section « Notes et références ».
Lisandro Abadie est un baryton-basse argentin né à Buenos Aires le 28 juillet 1974.
Il a réalisé ses études en Suisse, à la Schola Cantorum Basiliensis (diplôme en 2001) et à la Musikhochschule Luzern (Solistendiplom en 2005).
Il s'est produit sous des chefs tels que William Christie, Facundo Agudin, Laurence Cummings, Václav Luks, Anthony Rooley, Jordi Savall ou Hervé Niquet, en concert, sur la scène et dans des enregistrements.

## Discographie sélective
Marin Marais : Alcione, Tragédie lyrique, Lisandro Abadie, Marc Mauillon, Cyril Auvity, Le Concert des Nations, dir Jordi Savall, 3 SACD Alia Vox 2020.